# Herminia ochracealis
Herminia ochracealis är en fjärilsart som beskrevs av Moore 1867. Herminia ochracealis ingår i släktet Herminia och familjen nattflyn. Inga underarter finns listade i Catalogue of Life.